# Тонга на літніх Олімпійських іграх 1988
Тонга брала участь у Літніх Олімпійських іграх 1988 року у Сеулі (Корея) вдруге за свою історію, але не завоювала жодної медалі. Збірну країни представляли п'ять спортсменів (у тому числі — одна жінка), які брали участь у змаганнях з боксу і легкої атлетики.

## Бокс
Спортсменів — 3
| Спортсмен         | Категорія | 1/32 фіналу          | 1/16 фіналу              | 1/8 фіналу                  | Чвертьфінал          | Півфінал             | Фінал                |
| Спортсмен         | Категорія | Суперник і результат | Суперник і результат     | Суперник і результат        | Суперник і результат | Суперник і результат | Суперник і результат |
| ----------------- | --------- | -------------------- | ------------------------ | --------------------------- | -------------------- | -------------------- | -------------------- |
| Філіпо Палак Вака | 75 кг     | -                    | Кьєран Джойс Поразка RSC | Не пройшов                  | Не пройшов           | Не пройшов           | Не пройшов           |
| Сіоні Таліаулі    | 81 кг     |                      | Тоні Баур Перемога КО    | Джозеф Ахасамба Поразка 0:5 | Не пройшов           | Не пройшов           | Не пройшов           |
| Туалау Фалі       | 91 кг     |                      | -                        | Харольд Обунга Поразка RSC  | Не пройшов           | Не пройшов           | Не пройшов           |

## Легка атлетика
Спортсменів — 2
Чоловіки
| Спортсмен   | Вид  | Забіг     | Забіг | Чвертьфінал | Чвертьфінал | Півфінал   | Півфінал   | Фінал      | Фінал      |
| Спортсмен   | Вид  | Результат | Місце | Результат   | Місце       | Результат  | Місце      | Результат  | Місце      |
| ----------- | ---- | --------- | ----- | ----------- | ----------- | ---------- | ---------- | ---------- | ---------- |
| Пеаупе Сулі | 100м | 10,94     | 6     | Не пройшов  | Не пройшов  | Не пройшов | Не пройшов | Не пройшов | Не пройшов |
| Пеаупе Сулі | 200м | 22,49     | 7     | Не пройшов  | Не пройшов  | Не пройшов | Не пройшов | Не пройшов | Не пройшов |

Жінки
| Спортсмен          | Вид            | Кваліфікація | Кваліфікація | Фінал      | Фінал      |
| Спортсмен          | Вид            | Результат    | Місце        | Результат  | Місце      |
| ------------------ | -------------- | ------------ | ------------ | ---------- | ---------- |
| Сіололовау Ікавука | Штовхання ядра | 12,31        | 25           | Не пройшла | Не пройшла |
| Сіололовау Ікавука | Метання диска  | 44,94        | 21           | Не пройшла | Не пройшла |